# Donatas Banionis
Donatas Banionis, född 28 april 1924 i Kaunas, död 4 september 2014 i Vilnius, var en sovjetisk (litauisk) skådespelare och teaterchef.

## Filmografi i urval
- 1966 – Beregis avtomobilja
- 1969 – Det röda tältet
- 1972 – Solaris